# Sky islands
Sky islands is het tweede van vier studioalbums uitgegeven door de muziekgroep Caldera uit de Verenigde Staten. Het album is opgenomen in drie dagen in de Indigo Ranch Recording Studio in Malibu in Californië. De plaat werd geproduceerd door de twee belangrijkste leden uit de band Del Barrio en Strunz in samenwerking met manager Larkin Arnold. Van buiten de band werd als medewerkend muziekproducent aangetrokken een 21-jarige Larry Dunn, lid van Earth, Wind & Fire. Het geluid van Caldera wijzigde dan ook licht naar het geluid van die band toe. Het album is op tape gezet door geluidstechnicus Chris Brunt, die eerder werkte met Quincy Jones.
Het album werd uitgegeven in september 1977. Het album haalde in de week van 22 oktober 1977 de 159e plaats in Billboard Album Top 200 (vierde week notering).

## Musici
- Steve Tavaglione – dwarsfluit, saxofoons
- Jorge Strunz – gitaar
- Dean Cortez – basgitaar
- Eduardo del Barrio – toetsinstrumenten waaronder de moog
- Mike Azevedo, Hector Andrade – percussie
- Carlos Vega – slagwerk

Met
- Larry Dunn – synthesizer op Ancient source
- Dianne Reeves – zang op Ancient source en Sky islands
- Chester Thompson – slagwerk op Pegasus (Thompson speelde met Frank Zappa en Genesis
- Ralph Humphrey – slagwerk op Sky islands
- Ralph Rickert – flugelhorn op Triste
- Ray Armando, Steve Barrios jr. – percussie
- Paul Shure, Bonnie Douglas, Harry Bluestone, Marshall Sosson, Nathan Ross, Anatol Kaminsky, Jack Pepper, Irma Neumann – viool
- Janet Lakatos, Louis Kievman – altviool
- Frederick Seykora (speelde ook bij met Van Dyke Parks), Selene Hurford – cello

De platenhoes was ontworpen door Shusei Nagaoka, ze maakte platenhoezen voor onder meer Earth, Wind and Fire en Electric Light Orchestra.

## Muziek
| Nr. | Titel                                        | Duur |
| --- | -------------------------------------------- | ---- |
| 1.  | Sky islands (Dunn, Reeves)                   | 6:11 |
| 2.  | Ancient source (Del Barrio, Ernesto Herrera) | 4:33 |
| 3.  | It used to be (Del Barrio)                   | 1:15 |
| 4.  | Pegasus (Del Barrio, Strunz)                 | 4:57 |
| 5.  | Carnavalito (Del Barrio)                     | 4:55 |
| 6.  | Seraphim (Angel) (Dunn)                      | 4:46 |
| 7.  | Indigo fire (Strunz)                         | 1:09 |
| 8.  | Triste (Del Barrio)                          | 6:51 |
| 9.  | Pescador (Fisherman) (Azevedo)               | 1:06 |

## Nasleep
Alhoewel het album vrij onbekend bleef, volgden er in het cd-tijdperk toch heruitgaven. Zo was er in 2013 een Amerikaanse (Capitol), in 2011 en 2016 een Japanse en in 2019 een Britse (BGO Records). Bij die laatste maakte André de Waal van IO Pages (uitgave 157;april 2019)  de opmerking dat dit album en haar opvolger onder de radar waren gebleven vanwege het achterblijven van de scherpte die de muziek van collegae Mahavishnu Orchestra, Return to Forever en Weather Report wel lieten horen. Hij constateerde verder dat de hier nog jonge Dianne Reeves veel bekender zou worden dan Caldera.   